# Szava Homare
Szava Homare (澤穂希; Hepburn: Homare Sawa; Tokió, 1978. szeptember 6. –) világbajnok japán válogatott labdarúgó, középpályás. Az INAC Kobe Leonessza csapatának játékosaként fejezte be pályafutását.

## Pályafutása

### Klubcsapatban
12 évesen már a japán élvonalban szerepelt. 1991 és 1998 között a Jomiuri Beleza csapatának játékosa volt. 1999 és 2003 között az Egyesült Államokban játszott. 1999-ben a Denver Diamonds, 2000 és 2003 között az Atlanta Beat együttesének tagja volt. 2003-ban visszatért Japánba az NTV Beleza csapatához.
2008. szeptember 24-én a Washington Freedom szerződést ajánlott neki. Két idényre szerződött az Egyesült Államokba és a 2011-es világbajnokság felkészülési időszakára hazaszerződött a INAC Kóbe Leonessza csapatához.

### A válogatottban
1993. december 6-án, 15 évesen mutatkozott be a japán válogatottban a Fülöp-szigetek ellen, ahol négy gólt szerzett.
1995 és 2011 között mind az öt világbajnokságon részt vett. Négy olimpián szerepelt, 1996-ban Atlantában, 2004-ben Athénban, 2008-ban Pekingben és 2012-ben Londonban.

## Sikerei

### Klubcsapatokban
Japán bajnok (11):
- Nippon TV Beleza (8): 1991, 1992, 1993, 2005, 2006, 2007, 2008, 2010
- INAC Kobe Leonessa (3): 2011, 2012, 2013

 Japán kupagyőztes (8):
- Nippon TV Beleza (7): 1993, 1997, 2004, 2005, 2007, 2008, 2009
- INAC Kobe Leonessa (1): 2011

 Japán ligakupa-győztes (1):
- INAC Kobe Leonessa (1): 2013

Klubvilágbajnok:
- INAC Kobe Leonessa: 2013

### Válogatott
- Világbajnok (1): 2011
- Olimpiai ezüstérmes (1): 2012
- Ázsia-kupa győztes (1): 2014
- Ázsia-játékok győztes (1): 2010
- Kelet-ázsiai bajnokság aranyérmes (2): 2008, 2010

### Egyéni
- Az év labdarúgója (1): 2011